# Osiedle Śniadeckich (Koszalin)
Osiedle im. Jana i Jędrzeja Śniadeckich – osiedle w północnej części Koszalina.
Osiedle Śniadeckich rozpoczęto budować w połowie lat 70. XX wieku na wschód od powstałego dekadę wcześniej zespołu osiedli tworzących tzw. Osiedle Północ. Do połowy lat 90. XX wieku nazywane było Przylesiem, nazwę tę wzięło od Koszalińskiej Spółdzielni Mieszkaniowej "Przylesie" (początkowo w skład "Przylesia" wchodziły trzy osiedla: im. Melchiora Wańkowicza, im. Jana i Jędrzeja Śniadeckich i im. Tadeusza Kotarbińskiego).
Na terenie osiedla znajdują się ulice,:
- ul. Bronisława Spasowskiego;
- ul. Hugona Kołłątaja;
- ul. Joachima Lelewela;
- ul. Jana i Jędrzeja Śniadeckich;
- ul. Stanisława Staszica;
- ul. Bukowa;
- ul. Józefa Chrząszczyńskiego (wcześniej odcinek ulicy Rolnej)[4];
- ul. Jerzego Konstenckiego;
- Rondo Larysy Ewy Krause[5].